# Surət Hüseynov
Surət Davud oğlu Hüseynov (Kirovabad, 12 febbraio 1959 – Istanbul, 31 luglio 2023) è stato un politico e militare azero, fu primo ministro dell'Azerbaigian, salito alla ribalta durante la prima guerra del Nagorno Karabakh.
La sua carriera militare l'ha portato, nel 1993, all'ascesa alla carica di Primo Ministro e alla sua successiva pena detentiva.

## Biografia

### Prima della guerra
Dopo aver prestato servizio nell'esercito nel 1977-1979 e successivamente essersi diplomato all'Istituto tecnologico di Leninabad, Surət Hüseynov lavorò come idraulico, impiegato di magazzino e assistente operatore presso la fabbrica tessile di Kirovabad. Nel 1983-1984 risiedette a Novopavlovsk, in Russia. Per i due anni successivi lavorò come selezionatore di lana in un magazzino a Şəki, in Azerbaigian. Nel 1986 divenne ispettore anziano di una fabbrica tessile a Yevlax e fu promosso a dirigente poco prima della guerra. Era considerato una delle figure chiave nel mercato nero ed era noto per aver finanziato il sovranista Fronte popolare dell'Azerbaigian alla fine dell'era sovietica. Sposato, ebbe due figli.

### Prima guerra del Nagorno Karabakh
All'alba del conflitto nel 1990, Hüseynov formò un gruppo armato sostenuto dalla locale divisione delle forze di terra sovietiche. Fu segnalato per aver originato il gruppo a Yevlax. Nell'estate 1992, il suo distaccamento prese parte all'offensiva azera che portò alla cattura di Mardakert il 4 luglio 1992.

### Colpo di Stato
Il Fronte Popolare dell'Azerbaigian accusò Hüseynov di tradimento e di aver ceduto intenzionalmente i villaggi intorno a Mardakert agli armeni (permettendo la loro avanzata nella regione di Kəlbəcər) a beneficio degli interessi geopolitici russi nella regione. Dopo che le truppe sovietiche, poi russe, lasciarono Gəncə il 28 maggio 1993, il presidente Əbülfəz Elçibəy avviò un'operazione militare chiamata Tufan volta ad arrestare Hüseynov e a disarmare i suoi distaccamenti. Elçibay dispiegò 4.000 soldati guidati dal ministro della Difesa Dadaş Rzayev, dal comandante delle forze interne Fahmin Hajiyev e dal procuratore generale İxtiyar Shirinov a Gəncə. Il 4 giugno 1993, alle 6 del mattino, i due gruppi si affrontarono, ma non solo la Guardia presidenziale non riuscì a disarmare Huseynov, ma quest'ultimo la sconfisse rapidamente. Il numero delle vittime da entrambe le parti, così come tra i civili, fu di 69. Il procuratore generale İxtiyar Şirinov, tra gli altri, fu preso in ostaggio, mentre Dadaş Rzayev e Fahmin Hajiyev fuggirono da Gəncə. Surət Hüseynov chiese che İxtiyar Şirinov firmasse un mandato di arresto per il presidente Elçibəy per cospirazione, omicidio e abuso di potere, che fu esercitato immediatamente. In pochi giorni Huseynov estese il suo controllo sulle regioni vicine senza incontrare alcuna opposizione e iniziò ad avanzare verso la capitale Baku. All'arrivo di Hüseynov il 18 giugno, Elçibəy fuggì segretamente dalla capitale nel suo villaggio natale di Kələki nel Naxçıvan. Heydər Əliyev, che era appena tornato a Baku dalla città di Naxçıvan e appena eletto presidente del Consiglio supremo dell'Azerbaigian il 15 giugno, fu successivamente votato per assumere la presidenza del paese. Il 27-29 giugno, Əliyev negoziò con Surət Hüseynov, e conseguentemente quest'ultimo accettò di fermare la sua avanzata sulla capitale in cambio di diventare Primo Ministro dell'Azerbaigian con un'ampia autorità sul Ministero della Sicurezza Nazionale dell'Azerbaigian, Ministero della Difesa e Ministero dell'Interno. Il 30 giugno, l'Assemblea nazionale dell'Azerbaigian elesse Hüseynov alla carica richiesta.

### Fuga, condanna e successivo rilascio
Surət Hüseynov, divenuto primo ministro, avrebbe espresso insoddisfazione per Heydər Əliyev che aveva firmato il cosiddetto "Contratto del secolo" con il consorzio petrolifero internazionale AIOC, che consentiva alle compagnie occidentali di estrarre petrolio azero nel Mar Caspio. Secondo Hüseynov, tale violazione degli interessi russi nella regione non avrebbe portato a risultati positivi per l'Azerbaigian. Alcuni videro tale visione come una manifestazione dell'agenda filo-russa di Hüseynov risalente ai suoi contatti attivi con i comandanti militari russi nel 1990-1993. Il 5 ottobre 1994, le squadre antisommossa, secondo quanto riportato, accompagnate dalle unità di Hüseynov, tentarono un colpo di Stato, sostenuto dai militari, contro Əliyev, che fu immediatamente soppresso. Hüseynov fuggì in Russia. I negoziati con il governo russo portarono all'estradizione di Hüseynov in Azerbaigian il 26 marzo 1997, dove venne accusato di tradimento e tentato colpo di stato, tra gli altri crimini. L'arresto fu eseguito contestualmente alla firma del Trattato di amicizia e cooperazione tra Azerbaigian e Russia, e di un contratto con il quale la compagnia petrolifera russa LUKoil si impegnava a sfruttare il giacimento petrolifero di Yalama. Il 15 febbraio 1999, Surət Hüseynov fu condannato all'ergastolo (la più alta pena in Azerbaigian). Nel 2004, su pressione dell'Organizzazione per la sicurezza e la cooperazione in Europa, il presidente İlham Əliyev gli concesse la grazia. Hüseynov fu rilasciato e visse una vita isolata nella città di Buzovna, vicino a Baku.